# Dags att tänka på refrängen
Dags att tänka på refrängen är det sjätte studioalbumet av den svenska popgruppen Gyllene Tider, utgivet 24 april 2013. Bland arbetsnamnen på albumet fanns "Sex laxar i en laxask" samt "Duga".

## Låtlista
1. Det blir aldrig som man tänkt sej - 2:53
2. Man blir yr - 3.02
3. Singel - 3:02
4. Allt jag lärt mej om livet (har jag lärt mej av Vera) - 3:00
5. Tio droppar regn - 2:54
6. Jag tänker åka på en lång lång lång lång lång resa - 2:54
7. Lyckopiller - 3:07
8. Chikaboom - 3:08
9. Anders och Mickes första band - 3:24
10. Tiden är en dåre med banjo - 3:03
11. Knallpulver - 2:32
12. Dags att tänka på refrängen - 3:42

## Medverkande
- Per Gessle - Sång & gitarr
- Mats "MP" Persson - Gitarr, piano, banjo & kör
- Anders Herrlin - Bas & kör
- Micke "Syd" Andersson - Trummor & kör
- Göran Fritzon - Orgel, piano & kör

## Listplaceringar
| Lista (2013) | Topplacering |
| ------------ | ------------ |
| Norge        | 14           |
| Sverige      | 1            |